# .NET Remoting

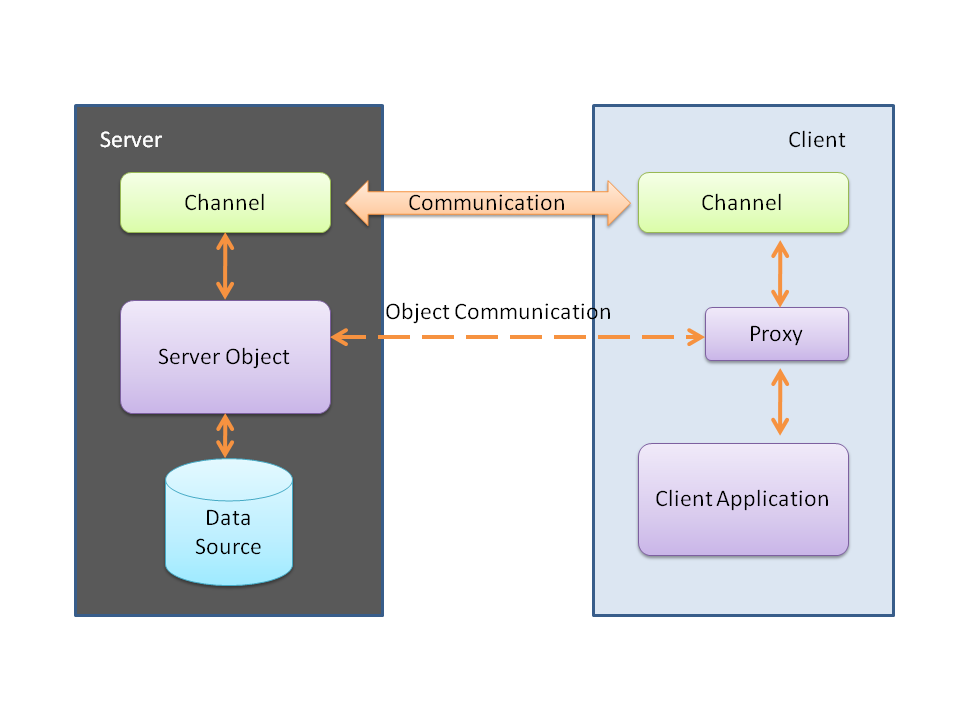
Organigrama general remoting

.Net Remoting es una tecnología propietaria de Microsoft que permite crear aplicaciones distribuidas. Una de las principales características es la capacidad para poder trabajar desde una máquina con los objetos en memoria de la máquina Remota.

## Proceso de comunicación entre aplicaciones
- Se debe crear el objeto que se va a utilizar de forma remota.
- Uno dominio de aplicación (Servidor) para recibir solicitudes.
- Uno dominio de aplicación (Cliente) para enviar solicitudes para el objeto mencionado.